# Karen Holliday
Karen Holliday (Nelson, 12 februari 1966) is een wielrenner uit Nieuw-Zeeland.
Op de Wereldkampioenschappen baanwielrennen 1990 werd Holliday wereldkampioene puntenkoers. Dat zelfde jaar werd zij ook nationaal kampioen wegwielrennen van Nieuw-Zeeland, en behaalde ze op de Wereldkampioenschappen wielrennen 1990 met een vierde plek net niet het podium.